# Ford Vedette
De Ford Vedette was een auto uit de hogere middenklasse die van 1948 tot 1954 geproduceerd werd door Ford SAF (Ford Société Anonyme Française), de Franse dochteronderneming van Ford, in de fabriek van Poissy.

## Historiek
Alhoewel de Vedette volledig in Detroit ontworpen was op basis van de toenmalige Mercury-modellen, werd de wagen in 1948 voorgesteld op het Autosalon van Parijs. De wagen werd aangedreven door een 2,2L V8-motor met zijkleppen, die in 1936 in Frankrijk geïntroduceerd werd onder de naam Aquilon. Deze motor produceerde 60 pk. De Vedette was toen de enige Franse auto met een V8-motor.
De wagen werd oorspronkelijk aangeboden als vierdeurs fastback en had zelfmoorddeuren achteraan. Later kwamen daar nog een vierdeurs sedan, een vierdeurs landaulet, een vijfdeurs stationwagen en een tweedeurs coupé en cabriolet bij.
Omdat de fabriek in Poissy na de Tweede Wereldoorlog niet onmiddellijk weer volledig operationeel was, moesten veel onderdelen door onderaannemers geproduceerd worden, wat een negatief effect had op de kwaliteit van de wagens en op de verkoop.
In 1950 kreeg de wagen een stijver chassis en in 1952 volgde een grondige facelift met een voorruit uit één stuk, betere schokdempers en remmen, een nieuw ontworpen interieur en een grotere kofferbak. De wagen werd ook 17 cm langer. Op het Autosalon van 1952 werd een luxe versie van de Vedette gepresenteerd, de Ford Vendôme, die aangedreven werd door een 84 pk sterke 3,9L V8-motor afkomstig uit de Ford vrachtwagens.
In 1953 volgde de Ford Abeille, een stationwagen met een achterklep die opende in twee delen. Dit was een "uitgeklede" versie van de Vedette, voornamelijk bedoeld voor boeren en kleine handelaren.

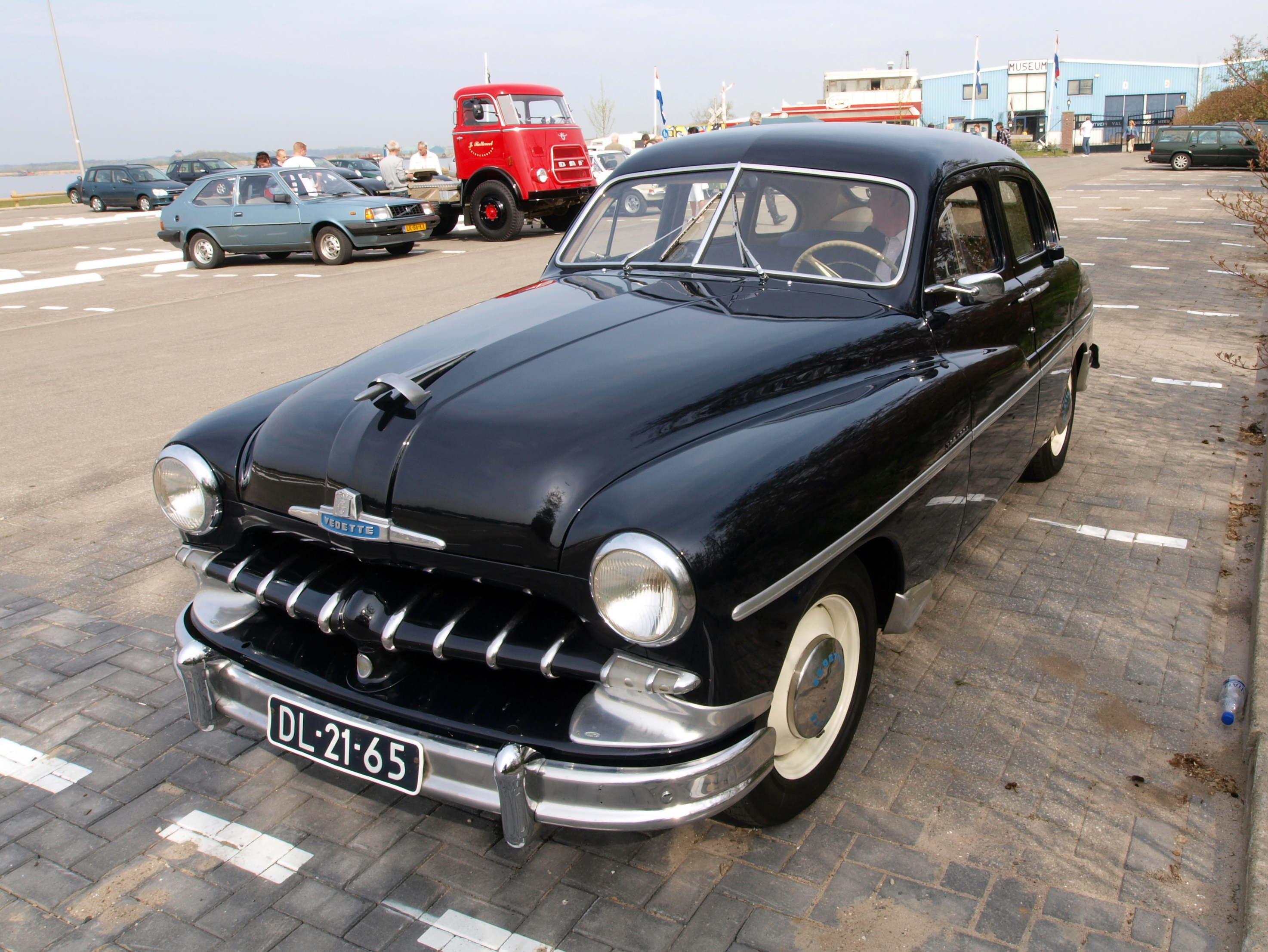
Ford Vedette sedan, vooraanzicht
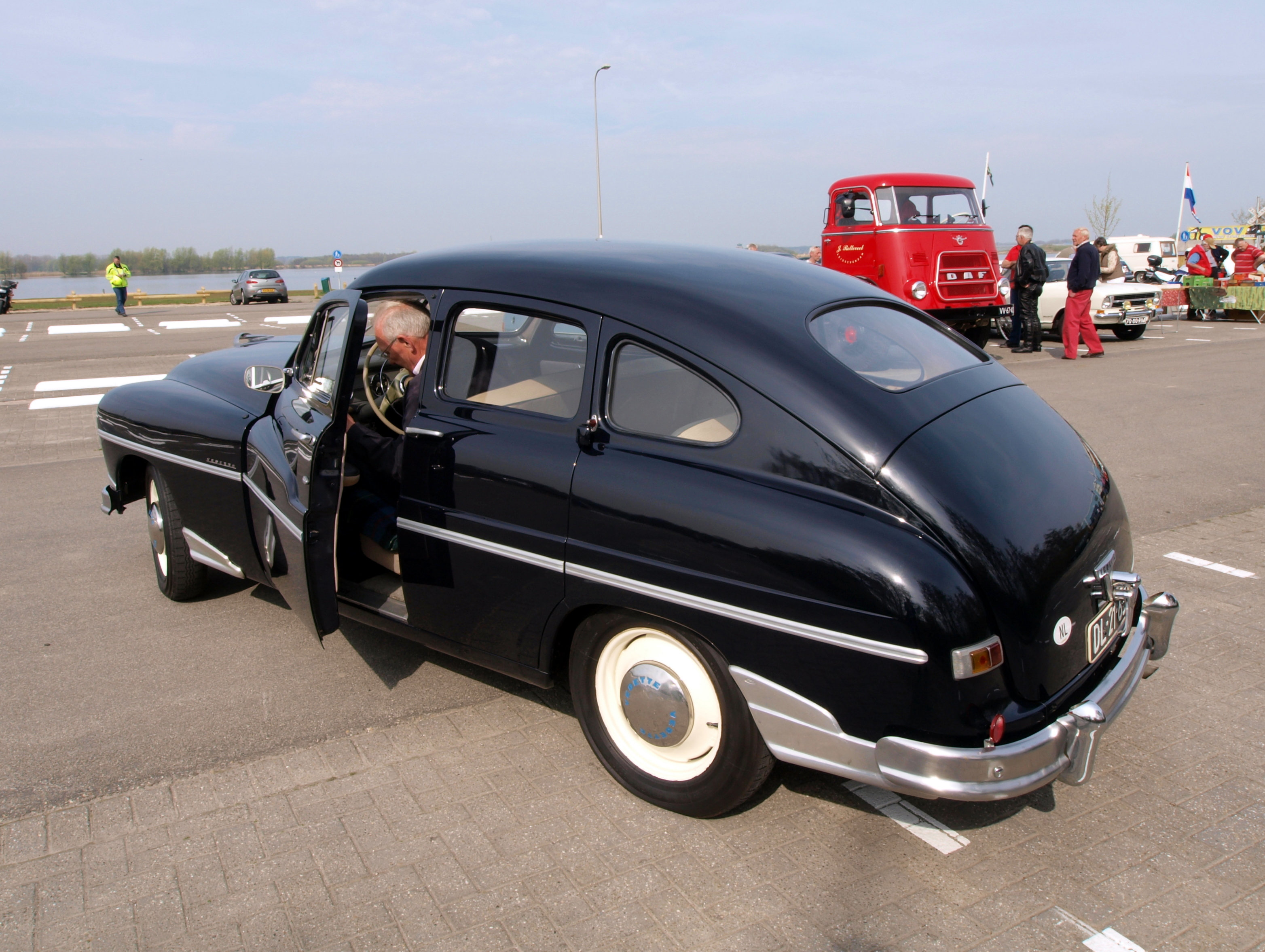
Ford Vedette sedan, achteraanzicht
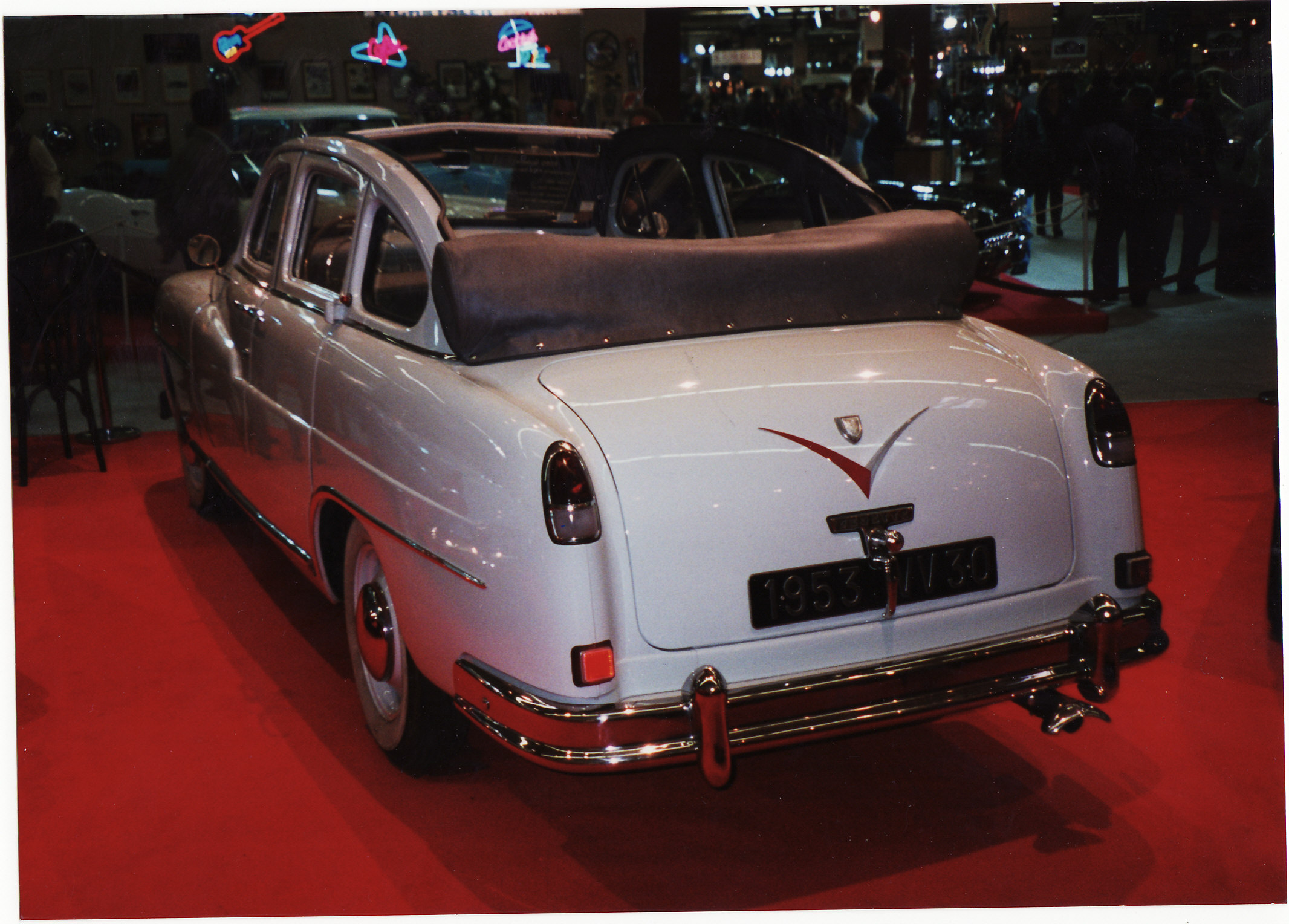
Ford Vedette landaulet
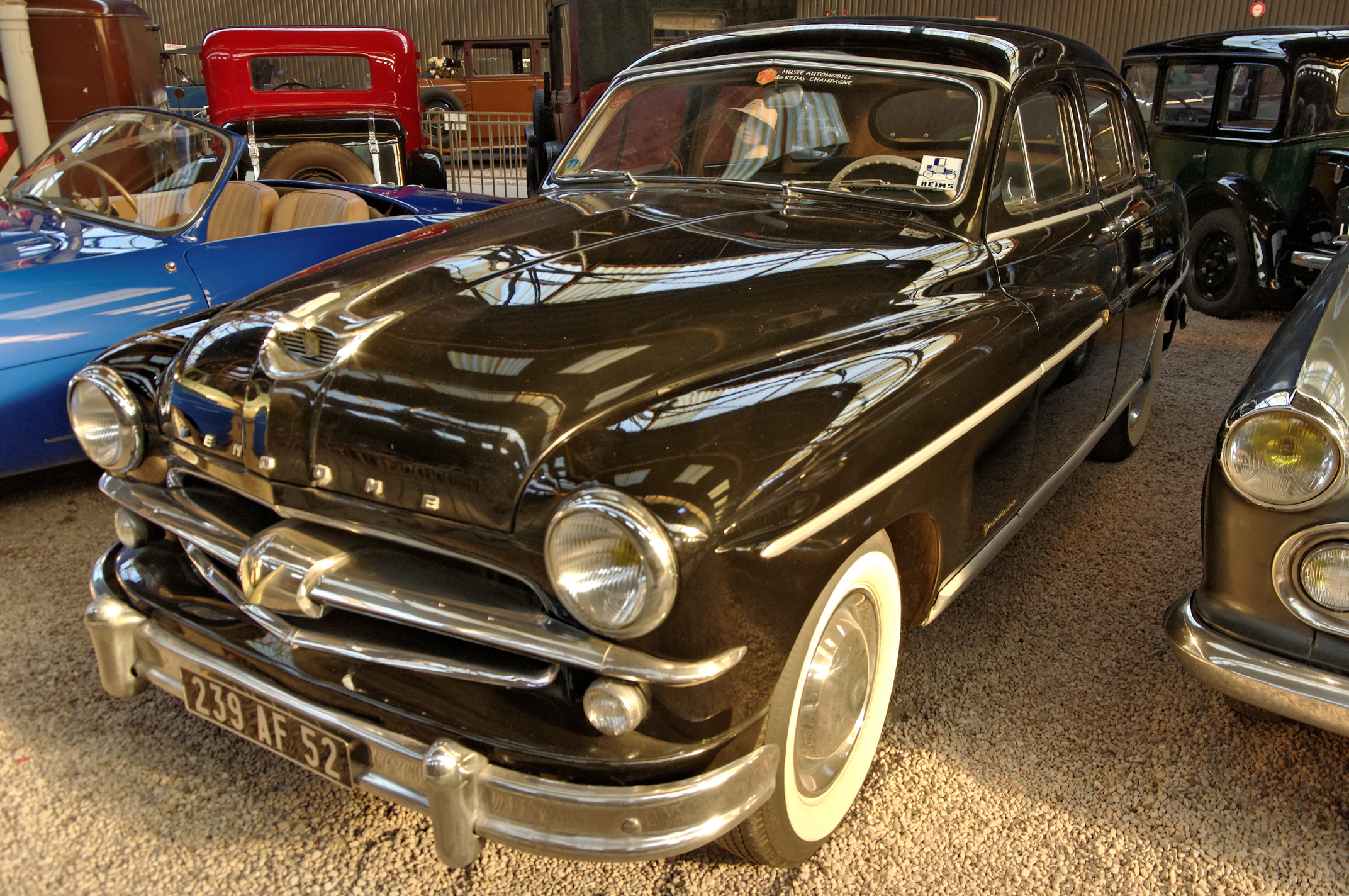
Ford Vendôme

## Verkoop van Ford SAF
Omwille van stakingen en wegens tegenvallende verkoopresultaten probeerde Ford na de oorlog de fabriek in Poissy van de hand te doen. In 1954 kocht Simca de fabriek van Ford SAF, inclusief de modellijnen. De volledig vernieuwde Vedette, die door Ford in september 1954 voorgesteld werd, kwam op de markt als de Simca Vedette.

## Populaire cultuur
De wagen werd onder meer gebruikt in de Franse film Gas-oil uit 1955.